# Paolo Giovannetti
Paolo Giovannetti (Milano, 1958) è un critico letterario italiano.

## Biografia
Paolo Giovannetti è professore ordinario all'Università IULM, dove è stato anche direttore del Dipartimento di Comunicazione, arti e media Giampaolo Fabris tra il 2017 e il 2023. 
Giovannetti ha dato un contributo importante alla comprensione del rapporto tra media e letteratura. In particolare, si è occupato del rapporto tra poesia, canzone e rap e fra cinema e romanzo. Si è occupato inoltre di narratologia, metrica, traduttologia, poesia italiana contemporanea.
Giovannetti ha intrapreso la propria attività di ricerca in linguistica italiana nel 2000, dopo la laurea in Lettere moderne all'Università degli studi di Milano (1983) e il Dottorato di ricerca in Storia della lingua e della letteratura italiana (1992).
Fa parte di comitati editoriali di varie riveste e collane tra cui Enthymema, Per leggere, Il cannocchiale rovesciato, QdR / Didattica e letteratura e Scriba; ha collaborato all'annuario Tirature curato da Vittorio Spinazzola.

## Metodo
Paolo Giovannetti è considerato un esponente della nuova critica militante italiana. La formazione di Giovannetti, nell'ambito della versificazione, lo spinge a un tentativo di conciliare un approccio empirico e storicista con la lezione dello strutturalismo sul testo poetico. Dagli anni '10, la sua produzione conosce una svolta narratologica. In quest'ambito sono importanti i suoi contributi teorici alla narratologia "post-classica", a partire dal rapporto tra letteratura e media e con una specifica attenzione al ruolo del lettore / spettatore.

## Premi
Nel 1995 il suo volume Metrica del verso libero italiano (1888-1916) ha ricevuto il premio Marino Moretti per la miglior opera prima.

## Opere principali
- Metrica del verso libero italiano (1888-1916), Milano, Marcos y Marcos, 1994
- Decadentismo, Milano, Editrice bibliografica, 1994
- Nordiche superstizioni - La ballata romantica italiana, Venezia, Marsilio Editori, 1999
- Lucini, Palermo, Palumbo Editore, 2000
- La letteratura italiana moderna e contemporanea. Guida allo studio, Roma, Carocci Editore, 2001
- Retorica dei media - Elettrico, elettronico, digitale nella letteratura italiana, Milano, Unicopli, 2004
- L'istruzione spiegata ai professori - Elogio dei saperi massificati nella scuola e nell'università, Pisa, Edizioni ETS, 2006
- Dalla poesia in prosa al rap - Tradizioni e canoni metrici nella poesia italiana contemporanea, Novara, Interlinea, 2008
- La metrica italiana contemporanea (in collaborazione con Gianfranca Lavezzi), Roma, Carocci, 2010
- Romanticismo senza Risorgimento - Rimossi ottocenteschi dell'identità italiana, Roma, Giulio Perrone, 2011
- Il racconto - Letteratura, cinema, televisione, Roma, Carocci, 2012
- Spettatori del romanzo - Saggi per una narratologia del lettore, Milano, LED, 2015
- La poesia italiana degli anni Duemila - Un percorso di lettura, Roma, Carocci, 2017
- Lettore, s. l., Sossella, 2019
- "The lunatic is in my head”. L’ascolto come istanza letteraria e mediale, Milano, Biblion, 2021
- Prosa in prosa e dintorni. Otto scritti militanti, 2009-2021, Milano, Biblion, 2023.
- I silenzi dell’ascolto letterario, Milano - Udine, Mimesis, 2023.
- Che cos’è la metrica italiana contemporanea, con Jacopo Galavotti e Gianfranca Lavezzi, Roma, Carocci, 2023.